# Лісопитомник (Первомайський район)
Лі́сопито́мник (рос. Лесопитомник) — селище у складі Первомайського району Оренбурзької області, Росія.

## Населення
Населення — 304 особи (2010; 315 у 2002).
Національний склад (станом на 2002 рік):
- росіяни — 68 %
- казахи — 27 %